# 圣保禄的归化 (卡拉瓦乔)
《圣保禄的归化》 ( Conversione di San Paolo ) 是卡拉瓦乔的一幅画作，绘于 1601 年，位于罗马人民圣母圣殿的切拉西小堂。小堂的对面是卡拉瓦乔的第二幅画作《伯多禄被倒钉十字架上》。在两者之间的祭坛上，是安尼巴莱·卡拉奇的《圣母升天》。
1600年7月8日，克勉八世的财政大臣提比里奥·切拉西蒙席从奥斯定会修士手中购买了这个小堂，委托卡洛·马代尔诺将其重建为巴洛克风格。1600年9月，切拉西小堂的两幅画作。与卡拉奇签订的祭坛画合同没有保存下来，但一般认为该文件签署的时间稍早，所以卡拉瓦乔必须考虑与另一位艺术家的作品和小堂整体的协调。